# Megachile morsitans
Megachile morsitans là một loài Hymenoptera trong họ Megachilidae. Loài này được Saussure mô tả khoa học năm 1890.